# Дегуманизация
Дегуманиза́ция (расчелове́чивание) — действия, направленные на отрицание принадлежности субъекта к человеческому роду и лишение его человеческих прав. На практике часто выражается в крайне жестоком обращении с субъектом как с тем, кто якобы стоит на более низкой ступени развития. В области социальной психологии дегуманизация предполагает действия, в результате которых отдельные социальные группы, народы или расы воспринимаются как неполноценные и недостойные принадлежать к человеческому роду. Может выступать в качестве механизма создания образа врага. Нередко является одним из инструментов оправдания геноцида.

## Концептуализация
Поведенчески дегуманизация описывает противопоставленность себя другим, которая обесценивает их индивидуальность. Как приём дегуманизацию можно понимать как противоположность персонификации, при которой неодушевлённые объекты или абстракции наделяются человеческими качествами; тогда как дегуманизация представляет собой отрицание человеческих качеств или сведение их к абстракции.
В работе Герберта Кельмана о дегуманизации указано, что человечность имеет два свойства: «идентичность» (восприятие человека как личности, независимой и отдельной от других, способной делать выбор) и «социальность» (восприятие человека как части группы отдельных личностей, которые заботятся друг о друге). Когда человеку отказано в помощи и включённости в сообщество, он больше не вызывает сострадания или других положительных чувств и может стать жертвой насилия.
Почти во всех контекстах дегуманизация осуществляется с использованием пейоративов и сопряжена с нарушением социальных норм: первое относится к субъекту (или субъектам) поведенческой дегуманизации, второе — к действию (или действиям) или процессам дегуманизации. Например, дегуманизация осуществляется в отношении лиц, которые воспринимаются как не имеющие культуры или нецивилизованные, то есть лишённые качеств, отличающих людей от животных. Социальные нормы определяют гуманное поведение и то, что выходит за его рамки или бесчеловечно. Дегуманизация отличается от бесчеловечных поведения или процессов своей широтой, предлагая новые социальные нормы. В результате дегуманизации старые нормы обесцениваются, а новые нормы начинают оценивать в качестве дегуманизации другие явления. Если новые нормы остаются неприемлемыми, явление продолжает считаться дегуманизацией. Определение дегуманизации остаётся в рефлексивном состоянии двусмысленности типа-маркера как в индивидуальном, так и в социальном масштабах.
В политологии и юриспруденции акт дегуманизации рассматривается как косвенное отчуждение прав человека или денатурализация естественных прав — определение, зависящее от действующего международного права, а не от социальных норм, ограниченных социально-экономической географией. 
Считается, что дегуманизация принимает две формы: анималистическая дегуманизация, которая чаще распространена в контексте межгрупповых отношений; механистическая дегуманизация, распространённая в основном в межличностных отношениях. Дегуманизация может происходить дискурсивно (например, идиоматический язык, в котором отдельные люди сравниваются с животными, вербальная агрессия, исключение чьего-то мнения из дискурса), символически (например, через образы, изображения) или физически (например, физическое насилие, рабство, отказ от зрительного контакта). При дегуманизации часто игнорируется индивидуальность (уникальные аспекты личности) и возникают препятствия эмпатии или адекватному восприятию стигматизированной группы.
Дегуманизация может осуществляться социальным институтом (государство, школа, семья и др.), в межличностных отношениях или даже в самовосприятии. Дегуманизация может быть непреднамеренной, особенно по отношению к отдельным лицам, как в случае некоторых видов фактического расизма. Дегуманизация, организованная государством, исторически была направлена против политических, расовых, этнических, национальных или религиозных групп меньшинств. Другие принадлежащие к меньшинствам и маргинализированные лица и группы (по признакам сексуальной ориентации, гендерной идентичности, ограниченности физических возможностей, принадлежности к социальному классу и др.) также подвержены различным формам дегуманизации. Концепция дегуманизации рассматривалась в литературе по психологии. Различаются инфрагуманизация, делегитимизация, моральное исключение и объективация. Дегуманизацию облегчает наличие у субъекта высокого социального статуса, власти и социальных связей. Дегуманизация приводит к таким формам поведения, как отчуждение, насилие и поддержка насилия в отношении других.
Дегуманизация рассматривется как центральный компонент межгруппового насилия, поскольку она часто является наиболее существенным предвестником морального исключения — процесса, в результате которого стигматизированные группы оказываются за пределами границ, в которых распространены моральные ценности, действуют правила и понятия справедливости.
Дэвид Ливингстон Смит, директор и основатель проекта «Природа человека» в Университете Новой Англии (Австралия), считает, что исторически дегуманизация имела место на протяжении тысячелетий. В своей работе «Парадоксы дегуманизации» Смит высказал предположение, что при дегуманизации люди одновременно рассматриваются как люди и как недочеловеческие существа. Парадокс объясняется тем, что причиной дегуманизации может являться стремление использовать человеческие качества в своих интересах.

### Объективация женщин
Психологи Барбара Фредриксон и Томи-Энн Робертс считают, что сексуальная объективация женщин выходит за рамки порнографии (которая утверждает приоритет телесных качеств над их индивидуальными человеческими умственными и эмоциональными качествами) и распространена в масштабах всего общества. Нормативным является внимание к женской внешности, которое заставляет женщин смотреть на свои тела от третьего лица. Психологическая дистанция от своего тела может привести к тому, что женщины дегуманизируют себя. Согласно ряду исследований, сексуальные части женского тела лучше распознаются, когда они изображены отдельно от всего тела, тогда как сексуальные части мужского тела лучше распознаются в составе всего тела. Мужчины, которые дегуманизируют женщин как животных или объекты, более склонны к изнасилованиям и сексуальным домогательствам к женщинам и проявляют более негативное отношение к женщинам, ставшим жертвами изнасилования.
Философ Марта Нуссбаум выделяет семь компонентов объективации: инструментализация, отрицание автономии, инертность, заменимость, нарушение психологических границ, восприятие в качестве собственности и отрицание субъектности.

### Терроризм
Считается, что террористы учатся дегуманизировать своих жертв, чтобы было морально легче совершать и оправдывать убийства. Террористическая пропаганда и учебные пособия дают множество рекомендаций для будущих новобранцев — в частности, относительно того, как следует относиться к противнику, на которого наклеивают незамысловатый ярлык и называют «врагом» или «изменником».

## История

### Коренные американцы
Декларация независимости США дегуманизировала коренных американцев, называя их «безжалостными индейскими дикарями». После бойни на ручье Вундед-Ни, последнего крупного вооружённого столкновения между индейцами лакота и армией США в декабре 1890 года, Л. Фрэнк Баум (автор страны Оз) 3 января 1891 года писал:

The Pioneer ранее заявлял, что наша безопасность может быть достигнута только в результате полного уничтожения индейцев. Мы наносим им ущерб на протяжении веков, и было бы лучше для защиты нашей цивилизации вслед за этим причинить им ущерб ещё раз и стереть этих диких и неукротимых существ с лица земли. В этом залог будущей безопасности наших поселенцев и солдат, которые оказались под некомпетентным командованием, находящихся под некомпетентным командованием. В противном случае мы можем ожидать, что будущие годы будут столь же полны проблем с краснокожими, как и прошлые.
В своей книге о гражданских правах «Почему мы не можем ждать» Мартин Лютер Кинг писал:

Наша нация родилась в условиях геноцида, когда она приняла доктрину о том, что коренные американцы, индейцы, являются низшей расой. Ещё до того, как на наших берегах появилось большое количество негров, шрам расовой ненависти уже обезобразил колониальное общество. Начиная с шестнадцатого века и далее, проливалась кровь в битвах за расовое превосходство. Мы, возможно, единственная нация, которая в рамках национальной политики пыталась истребить своё коренное население. Более того, мы изображали эти трагические деяния как доблестный крестовый поход. Действительно, даже сегодня мы не позволяем себе отвергнуть это или почувствовать угрызения совести за этот позорный эпизод. Наша литература, наши фильмы, наша драма, наш фольклор — всё это восхваляет его.
Кинг был активным сторонником движения за права коренных американцев, в котором он видел параллели с возглавляемым им движением за гражданские права. Оба движения стремились прекратить дегуманизацию расовых меньшинств широкой общественностью.

### Нацизм и Вторая мировая война
Основным объектом дегуманизации в идеологии нацизма являются евреи, которые («семитская раса») рассматриваются как естественные враги и антиподы «арийской расы господ».
Главный расовый теоретик НСДАП Альфред Розенберг заимствовал термин «недочеловек» из немецкого перевода книги американского расового теоретика Лотропа Стоддарда «Бунт против цивилизации», в котором английское слово under-man было переведено как Untermensch.
Изначально термин «недочеловек» использовался нацистами в полном соответствии с тем смыслом, который вложил в него Стоддард — для обозначения представителя низшей части общества, якобы состоящей из неспособных и неадаптивных индивидов, склонных к насилию по отношению к тем, кого «недочеловек» считает несправедливо возвысившимися над ним. Выступая 25 мая 1927 года с речью в Баварском земельном парламенте, Юлиус Штрайхер назвал немецких рабочих, вставших на сторону коммунистов в непродолжительно существовавшей Баварской Советской Республике, «вырвавшимися на волю недочеловеками, бродившими по улицам и сеявшими смерть» («das losgelassene Untermenschentum mordend durch die Straßen zog»). В своей речи, произнесённой 10 сентября 1936 года, Йозеф Геббельс заявил, что «недочеловеки существуют, подобно закваске, в каждом народе» («…das Untermenschentum, das in jedem Volke als Hefe vorhanden ist…»).
Однако со временем в нацистской риторике «недочеловечность» низших слоёв любого — в том числе и немецкого — общества была перенесена на «иудейских большевиков», являвшихся, по мнению нацистов, организаторами любых революционных выступлений. В памфлете «СС как антибольшевистская боевая организация» Генрих Гиммлер писал:

Мы позаботимся о том, чтобы в Германии, в сердце Европы, больше никогда не была разожжена еврейско-большевистская революция недочеловеков (die jüdisch-bolschewistische Revolution des Untermenschen) — как изнутри страны, так и посредством эмиссаров извне.
После нападения Германии на СССР такое отношение нацистов к «иудейским большевикам» распространилось на все население Советского Союза, находившееся под властью большевиков и якобы сражавшееся за их интересы. Как пишет историк Роберт Ян ван Пелт, нацистам «потребовался лишь один шаг до демагогического противопоставления европейскому человеку (European Mensch) советского недочеловека (Soviet Untermensch), под которым подразумевался русский в когтях иудео-большевизма». В своём выступлении 13 июля 1941 года в Штеттине Гиммлер произнёс:

Когда вы, друзья мои, сражаетесь на Востоке, вы продолжаете ту же борьбу против того же недочеловечества, против тех же низших рас, которые когда-то выступали под именем гуннов, позднее — 1000 лет назад во времена королей Генриха и Оттона I, — под именем венгров, а впоследствии под именем татар; затем они явились снова под именем Чингисхана и монголов. Сегодня они называются русскими под политическим знаменем большевизма.
Безуспешность плана нанесения быстрого поражения Красной Армии в «молниеносной войне» и ограниченность людских ресурсов Германии вынудили нацистов в очередной раз изменить трактовку термина «недочеловек». В изданной в 1942 году массовым тиражом брошюре «Недочеловек» («Der Untermensch») русский крестьянин называется «настоящим человеком», объявленным большевиками «смертельным врагом Советского государства», низведённым ими «до уровня животного» и осознающим, что «он стал рабом, работающим на своей собственной земле только на своего еврейского хозяина». Многие фотографии, составляющие большую часть брошюры, призваны проиллюстрировать ужасы жизни русских в «Советском раю». Русскому народу напоминается о том, что «…Петр I, Екатерина II и все остальные призывали немецкого крестьянина и немецкого офицера…», которые в брошюре названы носителями «…немецкого духа, пришедшего на эту землю, чтобы помочь, но жестоко и бессмысленно уничтоженного [большевизмом]». О России говорится как о «трамплине, с которого недочеловеческая идеология и доктрина бросаются [на борьбу] против мира света». А «мир света» предупреждается о том, что «Женщины Европы страдали бы и плакали точно так же, как эти русские женщины плачут от своих страданий».
Собственно «недочеловеками» или «биологическими существами», обладающими «подобием мозга», однако «духовно и психологически стоящими ниже любого животного», в брошюре названы «мулаты и финно-азиатские варвары, цыгане и чернокожие дикари». Эти существа якобы тысячелетиями вовлечены в «конфликт между человеком и античеловеком», называемый в брошюре «законом природы».
Подобное смещение акцентов дало нацистам основания для привлечения большого числа советских граждан к службе в рядах Вермахта и к сотрудничеству с оккупационными властями. В 1943 году нацисты официально признали «арийцами» все славянские народы, кроме поляков, что позволило принимать их представителей на службу в Ваффен-СС.
Характерная для брошюры «Недочеловек» демонизация врага, как пропагандистский приём, широко использовалась всеми основными участниками Второй мировой войны. Так, Уинстон Черчилль, продолжая традицию, заложенную ещё в период Первой мировой войны, в одной из своих речей назвал немецкий народ «злобными гуннами, часть которых можно вылечить, а остальных — только убить» («malignant Huns, some of whom are curable and others killable»), а в другой речи назвал немецкую армию, вторгнувшуюся в СССР, «гуннской солдатнёй, движущейся подобно рою ползущей саранчи» («the Hun soldiery, plodding on like a swarm of crawling locusts»). Для советской пропаганды военных лет было свойственно называть всех немцев убийцами, кровопийцами и каннибалами, целью которых являлось уничтожение народов, населяющих СССР, что иллюстрируется такими произведениями, как «Наука ненависти» Михаила Шолохова, «Убей его!» Константина Симонова и «Убей!» Ильи Эренбурга («Мы поняли: немцы не люди»).
Согласно мнению американского историка Джеймса Вейнгартнера, есть связь между практикой расчленения тел японских погибших американскими военнослужащими и атомными бомбардировками японских городов. Согласно Вейнгартнеру, и то и другое было частично результатом дегуманизации противника. «Широко распространённый образ японцев как недочеловеков создавал эмоциональный контекст, который обеспечивал ещё одно оправдание для решений, результатом которых была гибель сотен тысяч человек». На второй день после бомбардировки Нагасаки Трумэн высказал: «Единственный язык, который они понимают, — это язык бомбёжек. Когда приходится иметь дело с животным, приходится обращаться с ним как с животным. Это очень печально, но тем не менее это так».
- «Продажа невольниц в Риме», Жан-Леон Жером, 1884
- Продажа рабыни, Гюстав Буланже, не позднее 1888
- Ота Бенга, экспонат «человеческого зоопарка» в Бронксском зоопарке (Нью-Йорк), 1906
- «Аляска — смертельная ловушка для японца». Пропагандистский плакат правительства США времён Второй мировой войны
- Линди Ингланд и Меган Амбул с заключённым на поводке в тюрьме Абу-Грейб
- «Избавление от сионистских мышей», Мохаммад Али Раджаби на тему операции «Наводнение Аль-Акса», 2023